# Sporidiobolus microsporus
Sporidiobolus microsporus är en svampart som beskrevs av Higham ex Fell, Blatt & Statzell 1998. Sporidiobolus microsporus ingår i släktet Sporidiobolus och familjen Sporidiobolaceae.   Inga underarter finns listade i Catalogue of Life.